# Andainville
Andainville je francouzská obec v departementu Somme v regionu Hauts-de-France. Žije zde 244 obyvatel.

## Geografie

### Sousední obce
| Růžice kompasu | Aumâtre Lignières-en-Vimeu | Fresnoy-Andainville | Saint-Maulvis | Růžice kompasu |
| Růžice kompasu | Bermesnil                  | Sever               |               | Růžice kompasu |
| Růžice kompasu | Bermesnil                  | Andainville         |               | Růžice kompasu |
| Růžice kompasu | Bermesnil                  | Jih                 |               | Růžice kompasu |
| Růžice kompasu | Inval-Boiron Le Mazis      | Saint-Aubin-Rivière | Arguel        | Růžice kompasu |